# Campionati mondiali di biathlon 2008

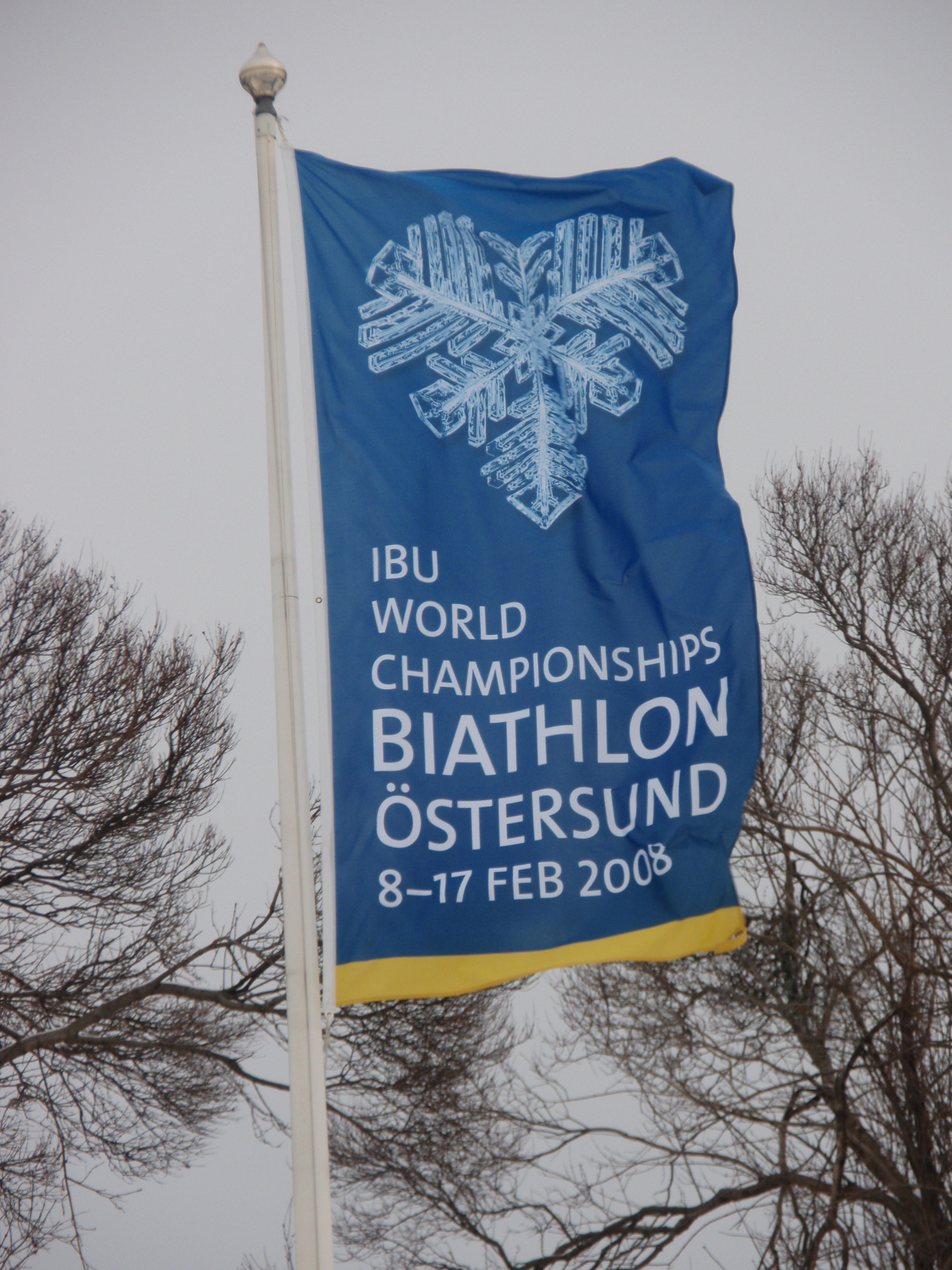
Lo stemma dei Mondiali 2008

I Campionati mondiali di biathlon 2008 si svolsero dal 9 al 17 febbraio a Östersund, in Svezia.

## Risultati

### Uomini

#### Sprint 10 km
| Posizione | Atleta               | Nazione     | Tempo    |
| --------- | -------------------- | ----------- | -------- |
| 1         | Maksim Čudov         | Russia      | 22'25”.4 |
| 2         | Halvard Hanevold     | Norvegia    | + 19”.8  |
| 3         | Ole Einar Bjørndalen | Norvegia    | + 30”    |
| 4         | Ivan Čerezov         | Russia      | -        |
| 5         | Michael Rösch        | Germania    | -        |
| 6         | Michal Šlesingr      | Rep. Ceca   | -        |
| 7         | Daniel Graf          | Germania    | -        |
| 8         | Andreas Birnbacher   | Germania    | -        |
| 9         | Tim Burke            | Stati Uniti | -        |
| 10        | Dmitrij Jarošenko    | Russia      | -        |

9 febbraio

#### Inseguimento 12,5 km
| Posizione | Atleta               | Nazione     | Tempo    |
| --------- | -------------------- | ----------- | -------- |
| 1         | Ole Einar Bjørndalen | Norvegia    | 31'4”.51 |
| 2         | Maksim Čudov         | Russia      | + 10”.1  |
| 3         | Alexander Wolf       | Germania    | + 42”.8  |
| 4         | Dmitrij Jarošenko    | Russia      | -        |
| 5         | Michal Šlesingr      | Rep. Ceca   | -        |
| 6         | Simon Fourcade       | Francia     | -        |
| 7         | Michael Rösch        | Germania    | -        |
| 8         | Ivan Čerezov         | Russia      | -        |
| 9         | Halvard Hanevold     | Norvegia    | -        |
| 10        | Tim Burke            | Stati Uniti | -        |

10 febbraio

#### Partenza in linea 15 km
| Posizione | Atleta               | Nazione  | Tempo     |
| --------- | -------------------- | -------- | --------- |
| 1         | Emil Hegle Svendsen  | Norvegia | 36'12”.64 |
| 2         | Ole Einar Bjørndalen | Norvegia | + 0”.4    |
| 3         | Maksim Čudov         | Russia   | + 24”.9   |
| 4         | Maksim Maksimov      | Russia   | -         |
| 5         | Halvard Hanevold     | Norvegia | -         |
| 6         | Dmitrij Jarošenko    | Russia   | -         |
| 7         | Vincent Defrasne     | Francia  | -         |
| 8         | Ivan Čerezov         | Russia   | -         |
| 9         | Björn Ferry          | Svezia   | -         |
| 10        | Andrij Deryzemlja    | Ucraina  | -         |

17 febbraio

#### Individuale 20 km
| Posizione | Atleta               | Nazione     | Tempo    |
| --------- | -------------------- | ----------- | -------- |
| 1         | Emil Hegle Svendsen  | Norvegia    | 51'51”.9 |
| 2         | Ole Einar Bjørndalen | Norvegia    | + 31”.4  |
| 3         | Maksim Maksimov      | Russia      | + 38”.4  |
| 4         | Simon Fourcade       | Francia     | -        |
| 5         | Maksim Čudov         | Russia      | -        |
| 6         | Christian De Lorenzi | Italia      | -        |
| 7         | Zdeněk Vítek         | Rep. Ceca   | -        |
| 8         | Rustam Valiulin      | Bielorussia | -        |
| 9         | Andrij Deryzemlja    | Ucraina     | -        |
| 10        | Michal Šlesingr      | Rep. Ceca   | -        |

14 febbraio

#### Staffetta 4x7,5 km
| Posizione | Nazione  | Atleti                                                                    | Tempo       |
| --------- | -------- | ------------------------------------------------------------------------- | ----------- |
| 1         | Russia   | Ivan Čerezov Nikolaj Kruglov Dmitrij Jarošenko Maksim Čudov               | 1:21'00”.70 |
| 2         | Norvegia | Emil Hegle Svendsen Rune Brattsveen Halvard Hanevold Ole Einar Bjørndalen | + 49”.2     |
| 3         | Germania | Michael Rösch Alexander Wolf Andreas Birnbacher Michael Greis             | + 1'42”.5   |
| 4         | Austria  | Simon Eder Friedrich Pinter Daniel Mesotitsch Christoph Sumann            | -           |
| 5         | Francia  | Julien Robert Vincent Defrasne Ferréol Cannard Simon Fourcade             | -           |

16 febbraio

### Donne

#### Sprint 7,5 km
| Posizione | Atleta                  | Nazione  | Tempo    |
| --------- | ----------------------- | -------- | -------- |
| 1         | Andrea Henkel           | Germania | 19'43”.1 |
| 2         | Al'bina Achatova        | Russia   | + 12”.7  |
| 3         | Oksana Chvostenko       | Ucraina  | + 23”.2  |
| 4         | Tora Berger             | Norvegia | -        |
| 5         | Sandrine Bailly         | Francia  | -        |
| 6         | Svetlana Slepcova       | Russia   | -        |
| 7         | Magdalena Gwizdoń       | Polonia  | -        |
| 8         | Julie Bonnevie-Svendsen | Norvegia | -        |
| 9         | Ekaterina Jur'eva       | Russia   | -        |
| 10        | Dijana Ravnikar         | Slovenia | -        |

9 febbraio

#### Inseguimento 10 km
| Posizione | Atleta            | Nazione  | Tempo   |
| --------- | ----------------- | -------- | ------- |
| 1         | Andrea Henkel     | Germania | 28'56”  |
| 2         | Ekaterina Jur'eva | Russia   | + 20”.5 |
| 3         | Al'bina Achatova  | Russia   | + 38”.5 |
| 4         | Tora Berger       | Norvegia | -       |
| 5         | Sandrine Bailly   | Francia  | -       |
| 6         | Magdalena Neuner  | Germania | -       |
| 7         | Martina Beck      | Germania | -       |
| 8         | Svetlana Slepcova | Russia   | -       |
| 9         | Kathrin Hitzer    | Germania | -       |
| 4         | Oksana Chvostenko | Ucraina  | -       |

10 febbraio

#### Partenza in linea 12,5 km
| Posizione | Atleta            | Nazione  | Tempo     |
| --------- | ----------------- | -------- | --------- |
| 1         | Magdalena Neuner  | Germania | 36'12”.64 |
| 2         | Tora Berger       | Norvegia | + 0”.4    |
| 3         | Ekaterina Jur'eva | Russia   | + 24”.9   |
| 4         | Vita Semerenko    | Ucraina  | -         |
| 5         | Helena Ekholm     | Svezia   | -         |
| 6         | Martina Beck      | Germania | -         |
| 7         | Liu Xianying      | Cina     | -         |
| 8         | Kati Wilhelm      | Germania | -         |
| 9         | Michela Ponza     | Italia   | -         |
| 10        | Al'bina Achatova  | Russia   | -         |

16 febbraio

#### Individuale 15 km
| Posizione | Atleta              | Nazione     | Tempo     |
| --------- | ------------------- | ----------- | --------- |
| 1         | Ekaterina Jur'eva   | Russia      | 44'23”.8  |
| 2         | Martina Beck        | Germania    | + 1'13”.3 |
| 3         | Oksana Chvostenko   | Ucraina     | + 2'24”.4 |
| 4         | Tora Berger         | Norvegia    | -         |
| 5         | Tat'jana Moiseeva   | Russia      | -         |
| 6         | Teja Gregorin       | Slovenia    | -         |
| 7         | Jana Romanova       | Russia      | -         |
| 8         | Natal'ja Levčenkova | Moldavia    | -         |
| 9         | Vol'ha Kudrašova    | Bielorussia | -         |
| 10        | Solveig Rogstad     | Norvegia    | -         |

14 febbraio

#### Staffetta 4x6 km
| Posizione | Nazione     | Atlete                                                                 | Tempo       |
| --------- | ----------- | ---------------------------------------------------------------------- | ----------- |
| 1         | Germania    | Martina Beck Andrea Henkel Magdalena Neuner Kati Wilhelm               | 1:10'12”.64 |
| 2         | Ucraina     | Oksana Jakovljeva Vita Semerenko Valentyna Semerenko Oksana Chvostenko | + 30”.9     |
| 3         | Francia     | Delphyne Peretto Marie-Laure Brunet Sylvie Becaert Sandrine Bailly     | + 1'35”.7   |
| 4         | Russia      | Svetlana Slepcova Al'bina Achatova Tat'jana Moiseeva Ekaterina Jur'eva | -           |
| 5         | Bielorussia | Ljudmila Kalinčyk Dar"ja Domračava Vol'ha Nazarava Vol'ha Kudrašova    | -           |

17 febbraio

### Misto

#### Staffetta 2x6 km + 2x7,5 km

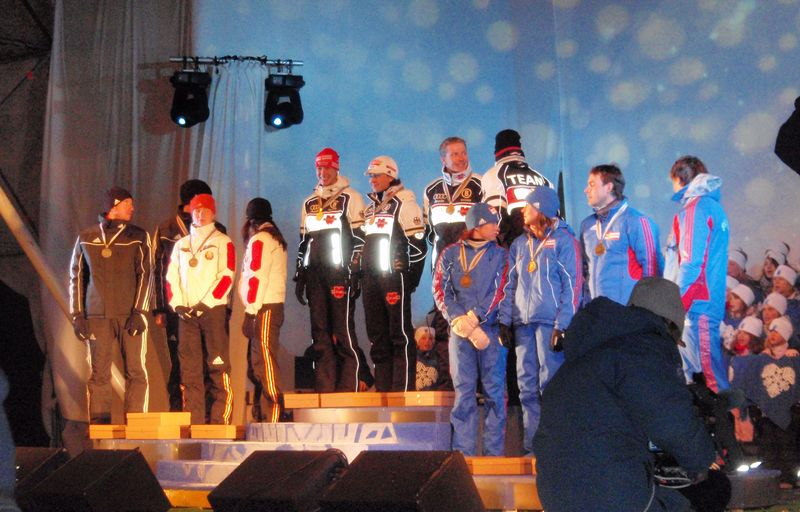
Il podio della staffetta mista

| Posizione | Nazione     | Atlete                                                                      | Tempo       |
| --------- | ----------- | --------------------------------------------------------------------------- | ----------- |
| 1         | Germania    | Sabrina Buchholz Magdalena Neuner Andreas Birnbacher Michael Greis          | 1:13'13”.13 |
| 2         | Bielorussia | Ljudmila Kalinčyk Dar"ja Domračava Rustam Valiulin Sjarhej Novikaŭ          | + 52”.6     |
| 3         | Russia      | Svetlana Slepcova Oksana Neupokoeva Nikolaj Kruglov Dmitrij Jarošenko       | + 1'2”.09   |
| 4         | Svezia      | Helena Ekholm Anna Carin Olofsson Björn Ferry Carl Johan Bergman            | -           |
| 5         | Italia      | Michela Ponza Roberta Fiandino René-Laurent Vuillermoz Christian De Lorenzi | -           |

12 febbraio

## Medagliere per nazioni
| Posizione | Nazione     | Oro | Argento | Bronzo | Totale |
| --------- | ----------- | --- | ------- | ------ | ------ |
| 1         | Germania    | 5   | 1       | 2      | 8      |
| 2         | Norvegia    | 3   | 5       | 1      | 9      |
| 3         | Russia      | 3   | 3       | 5      | 11     |
| 4         | Ucraina     | 0   | 1       | 2      | 3      |
| 5         | Bielorussia | 0   | 1       | 0      | 1      |
| 6         | Francia     | 0   | 0       | 1      | 1      |